# Liste der Monuments historiques in Dolleren
Die Liste der Monuments historiques in Dolleren führt die Monuments historiques in der französischen Gemeinde Dolleren auf.

## Liste der Objekte
| Bezeichnung                 | Beschreibung                          | Standort                                           | Kennzeichnung | Schutzstatus | Datum | Bild |
| --------------------------- | ------------------------------------- | -------------------------------------------------- | ------------- | ------------ | ----- | ---- |
| Skulptur Heiliger Sebastian | Holz, farbig gefasst, 16. Jahrhundert | in der Kirche Exaltation-de-la-Sainte-Croix (Lage) | PM68000067    | Classé       | 1982  |      |